# Sant Pau d'Ordal
Sant Pau d'Ordal és un nucli de població del municipi de Subirats (Alt Penedès), situat al sud del terme, gairebé a tocar al d'Avinyonet. És el centre administratiu del municipi i on es troba l'ajuntament i la major part dels serveis públics: les escoles, consultori mèdic, instal·lacions esportives, l'església, una oficina bancària, farmàcia, botigues i restaurants. Està a 243 m d'altitud, al peu del massís d’Ordal. La població és de 603 habitants (2023).
El carrer de la Font, situat a la banda de solell, es construí al segle XVIII per als treballadors vinguts de fora, en l'època d'expansió demogràfica i agrícola de la repoblació de la vinya. Està inclòs a l'Inventari del Patrimoni Arquitectònic de Catalunya.
El barri de la Guàrdia, amb 61 habitants, està situat al nord de Sant Pau.

## Edificis destacats[1]
- Centre Agrícola de Sant Pau d'Ordal, construït el 1914. Protegit com a bé cultural d'interès local.
- Església de Sant Pau d'Ordal, romànica, del segle XI. Protegida com a bé cultural d'interès local.
- Can Massana de la Plaça, masia protegida com a bé cultural d'interès local, adaptada actualment per al turisme rural.
- Can Mata del Racó, masia protegida com a bé cultural d'interès local.
- Can Vendrell de la Codina, masia protegida com a bé cultural d'interès local.
- Maset del Lleó, masia amb caves.
- Cal Guilera, masia protegida com a bé cultural d'interès local.
- Centre de documentació de l'esperanto.
- Torre de la Guàrdia, torre de telegrafia òptica.

## Activitats
- Festa Major: 25 de gener, festivitat de la conversió de Sant Pau.
- Mercat del Préssec d'Ordal: els caps de setmana de juny, juliol i agost.[6]
- Subirats Tasta'l: fira de vins i caves, que té lloc el novembre.[7]
- Dia de Zamenhof o Diada de l'Esperanto: el 15 de desembre es commemora el naixement del Dr.Zamnhof, el pare de l’esperanto.[8]

## Toponímia
El nom del poble prové de l'església de Sant Pau d'Ordal, dedicada a l'apòstol Pau de Tars, que ja existia el 1059 i depenia dels senyors del castell de Subirats.